# King of the Whole Wide World
"King of the Whole Wide World" (Lit. "rey del mundo entero") es una canción grabada y popularizada por Elvis Presley en 1962 la cual formó parte de la banda sonora de la película remake de United Artist titulada Kid Galahad. La canción fue compuesta por Bob Roberts y Ruth Batchelor. Esta pieza constituyó uno de los temas de un Extendel play que la compañía RCA editó con la música del film. El disco EP conteniendo lacanción en cuestión fue certificado como disco de oro por la RIAA.

## Grabación y edición
Elvis grabó la canción "King of the Whole Wide World" el 27 de octubre de 1961 en los estudios Radio Recorders de Hollywood, California. En esta etapa en la que Elvis iniciaría una larga trayectoria de filmar tres películas por año, con grabaciones de canciones que formarían parte de las bandas sonoras de dichos filmes, la cual se mantendría hasta su regreso a las actuaciones en vivo, que comenzaría con el especial televisivo de 1968, él aún mantenía el patrón de trabajo de grabar toma tras toma hasta obtener el sonido que estaba buscando, comprometiéndose en la elección y con la calidad del producto que iba a registrar.
En 1962 RCA editó dos discos con el tema en cuestión. Por un lado el sencillo "King of the Whole Wide World" / "Home Is Where the Heart Is" y por otro el EP con los seis temas de la película Kid Galahad. El EP alcanzó el puesto # 30 de la lista del Billboard Hot 100 y se convirtió en un nuevo disco de oro otorgado por la RIAA.
La canción alcanzó ese mismo puesto # 30 del Billboard Hot 100 debido a que entró en competencia con otro tema de Elvis que había entrado en el mismo período en el chart, "She's not you" en el mismo tiempo en que el EP había sido sacado al mercado por RCA. "She's not you" por su parte logró entrar en carias listas, entre ellas alcanzando el puesto # 5 del Billboard Hot 100.
En las listas de Alemania "King of the Whole Wide World" alcanzó una mejor posición accediendo al puesto # 26.

## Músicos de la grabación
- Elvis Presley - voz
- Scotty Moore, Tiny Timbrell y Neal Matthews - guitarras eléctricas
- Bob Moore - bajo
- D. J. Fontana y Buddy Harman - batería
- The Jordanaires - coros
- Dudley Brooks - piano
- Boots Randolph. saxofón[7]

## Listas
| Listas (1962)          | Posición alcanzada |
| ---------------------- | ------------------ |
| US Billboard Hot 100   | 30                 |
| Official German Charts | 26                 |

## Álbumes
Además de lanzamiento como sencillo y de ser incluido en el EP con temas de la película Kid Galahad, la canción "King of the Whole Wide World" se incorporó al álbum de RCA lanzado al mercado el 1 de julio de 1971 "C’mon Everybody". Este álbum llevaba el nombre de uno de los temas principales de la película Viva Las vegas, protagonizada por Elvis y Ann Margret.  
En Sudáfrica la compañía RCA editó un LP previo a la salida en el mercado norteamericano en 1962 del EP de la película, titulado "King of the Whole Wide World" el cual es un álbum compilado que contenía la canción en sí y "She's not you" entre otras diez canciones más.

## En la cultura popular
El término "king of the whole wide world" ("rey del mundo entero") o incluso "el rey global del rock and roll" es una frase referencial con la que a veces se ha aludido al mismo Elvis a modo de título honorífico, debido a sus éxitos a nivel artístico.